# 楊思琦
楊思琦（英語：Shirley Yeung Sze Kei，1978年8月7日—），香港女藝人，曾參選香港小姐獲得冠軍，並成為單屆獲獎最多的21世紀港姐（包括冠軍、最上鏡小姐、網上最奪目小姐、纖體美態獎、最甜美笑容佳麗獎和最修長美腿佳麗獎）。除演出電視劇外，楊思琦還擔任主持，同時曾當參與電影、電視劇及舞台劇的演出。2007年8月，楊思琦開始向中國內地發展，經營生意及電影界。

## 簡歷

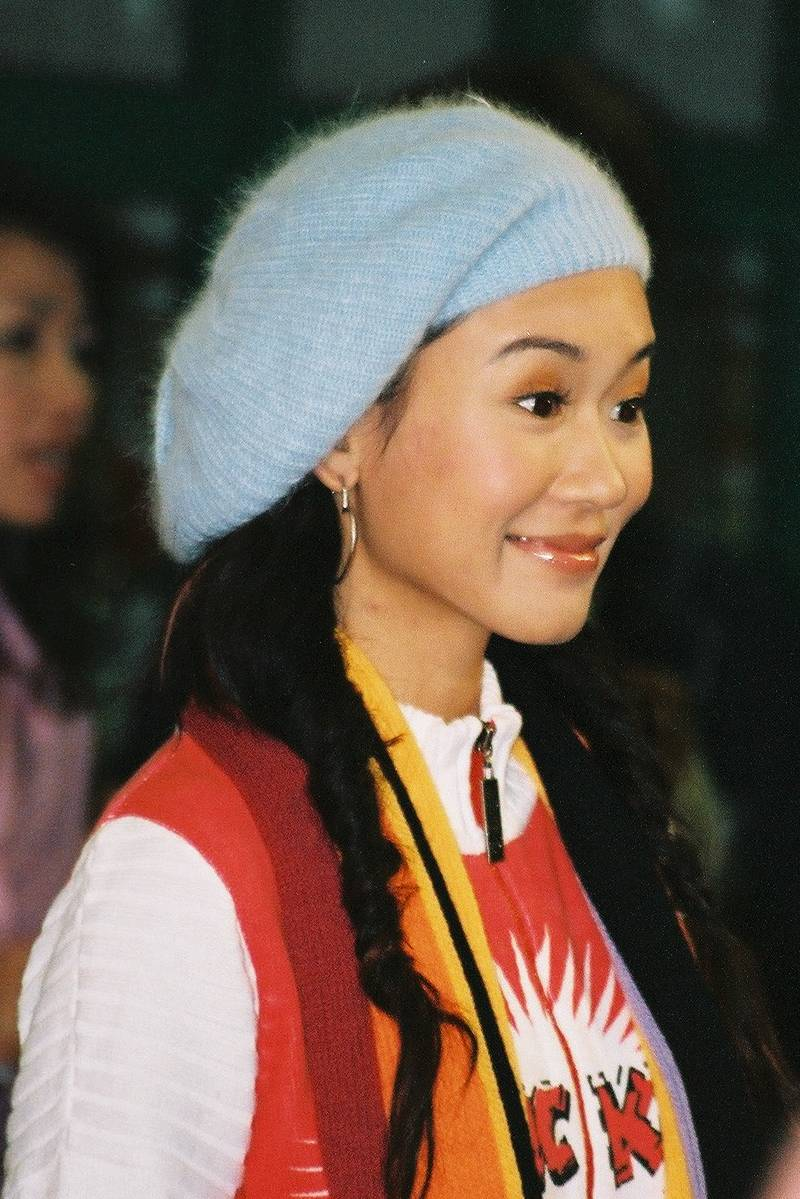
2004年的楊思琦，攝於倫敦

楊思琦生於香港，小學及中學均就讀於瑪利諾神父教會學校，大專於香港教育學院修畢教育文憑課程，曾於孫方中小學擔任實習教師。
2001年，她參選香港小姐競選摘取桂冠，並同時奪得「最上鏡小姐」、「網上最奪目小姐」、「纖體美態獎」等共六個獎項，乃香港小姐競選史上獲獎最多的冠軍佳麗。翌年代表香港出賽國際華裔小姐競選 ，亦順利晉級五強，奪得「香車美人獎」及「神州風采小姐獎」。
卸任香港小姐冠軍後，楊思琦隨即獲香港無綫電視安排演出劇集，展開銀色旅途。2002年，楊思琦因拍攝劇集《血薦軒轅》邂逅同劇演員李泳豪，二人曾達談婚論嫁階段。2011年6月27日，楊思琦突向傳媒單方面宣佈分手，結束9年情侶關係。因分手事件傳出多個不同版本，成為一時娛樂熱話。
2003年起，楊思琦曾參演多部電視劇。屢憑傑出表現獲提名《萬千星輝頒獎典禮》獎項，並分別奪得「我最喜愛的飛躍進步女藝員」獎及「最佳女配角」獎，演技備受肯定。另外她亦憑香港電台單元劇《女人多自在3》之「如果你相信童話」中「汪明欣」一角榮獲第42屆芝加哥國際電視節「演員優異獎」。
2007年，楊思琦被安排參加無綫電視與湖南衛視合辦的《舞動奇跡》舞蹈比賽，伙拍內地藝人張傑打入四強，爭奪「終極舞者」殊榮。
2008年，楊思琦再憑劇集《突圍行動》反派「宋嘉兒」，擊敗米雪、關菊英、伍衛國等前輩，奪馬來西亞《Astro華麗台視劇大獎》的「我最喜愛大反派」獎項。
2010年，楊思琦一連實現兩大夢想。一個就是首度參與音樂舞台劇，當正女主角和舞台劇皇后焦媛、歐錦棠等主演由張愛玲小說改編的同名歌舞劇《情場如戰場》。該劇未演就反應熱烈，由最初的10加開到15場。其後的5月份，楊思琦更受到中國內地投資方和導演的青睞，在內地首部描述香港保險行業的34集電視劇集《歲月驕陽》中，飾演第一女主角車欣萍。同剛剛復出的金馬影帝萬梓良、常誠、米學東等一眾好戲之人合作，該劇有望在2012年中國中央電視台電視劇頻道黃金檔播出。
2012年3月8日，楊思琦在自己的微博上宣佈誕下一女，母女平安。她沒有透露女兒父親的身份，並表示不會再回應此問題。傳聞女兒父親為前跳水運動員吳帥。她在3月22日由洛杉磯回港，向在場傳媒承認女兒跟自己姓楊。無綫派出製作資源部總監樂易玲和外事部副總監曾醒明等五人接機。樂易玲指會讓楊休息一下，楊隨即由樂易玲陪同返回清水灣半島寓所。
2012年4月4日，楊思琦產后正式復出，出席大埔超級城兒童節開幕禮。之後也積極投入電視工作，復出電視的頭炮節目便是TVB的母親節特輯節目《媽媽真的愛您》擔任節目司儀之一，之後的工作多數都是節目主持為主。
2012年8月，楊思琦續約（連續第二年）法國玖玖保養品代言人。9月成為新一代現代美容（Modern Beauty）的纖體代言人。12月尾，她回歸大銀幕，拍攝由王晶監製，錢國偉擔任導演的香港電影《黑色喜劇》，同杜汶澤、王祖藍等合作。
2013年5月9日，楊思琦演出第二部音樂舞台劇《山水又相逢》。該劇由高志森指導，劇中楊思琦飾演女主角黃詩詩，演出生動鬼馬，能歌善舞。同另一位女主角黃宇詩默契十足。演出大受好評。6月，楊思琦終於繼2009年11月拍完無綫電視劇《翻叮一族》之後，再度拍攝無綫單元劇《廉政行動2014》。
楊思琦首度錄影音樂節目《星夢傳奇》自播出街以來話題不絕，無論一眾參賽者能否躋身五強，都為觀眾製造不少茶餘飯後話題。楊思琦雖然首次參賽因走音失準被out，不過她在台上喊爆訴說的感言，卻令觀眾留下深刻印象。
暌违4年后，楊思琦終於再度獲得監製徐正康賞識，在新劇《大藥坊》中飾演馮玉琴。藝人楊思琦出席新劇《大藥坊》試造型活動，已有四年沒有拍劇的她表示興奮，透露角色將會與藝人敖嘉年出軌，自己則從未試過演這類角色。
2014年5月，楊思琦不續約無綫，決定向中國內地發展。第一份工作便是擔任國際著名美甲品牌珂洛丽全新大中華地區代言人。接受報刊專訪時，她直認與無綫正式結束賓主關係。對於外傳無綫提出苛刻的續約條件，大幅削減薪酬兼被踢出經理人部，為此，楊思琦說：「這次決定走，與薪酬無關，事實上不是好像外傳的報道那麼苛刻，反而有加薪金給我，只是大家在拍劇方面沒得到共識，所以才有這樣的決定。」
楊思琦自決定離開無綫後，香港有線電視和商業電台都有意招攬她。有線希望楊思琦能主持清談或女人節目，與觀眾分享養育女兒的心得，發言人透露已相約楊思琦見面，落實細節。商台首席智囊陳志雲亦表示有興趣找楊思琦合作，至於合作形式就要等到傾談過後才知道。
楊思琦還拍攝喜剧悬疑电影《午夜蝙蝠》。在四川华蓥山景区举行首场新闻发布会上，该片导演马玉成携片中主要演员包括杨思琦悉数亮相现场。該片是楊思琦離巢后首部主演中港合拍片。7月，楊思琦拍攝電影《辣警霸王花》，首次挑戰打女角色在電影中飾演女飛虎。8月，楊思琦為有線電視節目《往事並不如煙》擔任主持。
2018年夏天，即將踏入40歲的楊思琦，決定推出首本個人寫真集《Miss Szeki 2018》。
2019年初，楊思琦首次進軍樂壇，發表新歌《愛的森林》；她認為加入樂壇是夢寐以求的事。

## 演出作品

### 電視劇（無綫電視）
| 翡翠台首播              | 劇集名稱                          | 角色名稱                                        | 性质       | 備註                                                                                    |
| ----------------------- | --------------------------------- | ----------------------------------------------- | ---------- | --------------------------------------------------------------------------------------- |
| 2003年                  |                                   |                                                 |            |                                                                                         |
| 3月8日 - 5月10日        | LovingYou我愛你2                  | BiBi、沈穎、芬、Judy、小紅、Amy、張樂詩、葉穎恩 | 第三女主角 | 入行第一部劇集，飾演八個不同角色 合作：吳啟華、薛家燕、鄧萃雯、鄭嘉穎、鐘景輝           |
| 5月5日 - 5月30日        | 繾綣仙凡間                        | 裴翠雲                                          | 第一女主角 | 首次擔任第一女主角的古裝劇 合作：江華、樊少皇、陳安瑩、魏駿傑、陳鴻烈                   |
| 9月8日 - 10月3日        | 英雄·刀·少年                      | 卓蘭格格                                        | 第二女主角 | 合作：吳卓羲、唐寧、黃宗澤、劉松仁、邵美琪                                              |
| 12月22日- 2004年1月16日 | 花樣中年                          | 阮小梅                                          | 客串       | 客串                                                                                    |
| 2004年                  |                                   |                                                 |            |                                                                                         |
| 3月7日                  | 懸案追兇                          | 宋天心（Heart）                                 | 第一女主角 | 首部TVB電視電影女主角 合作：馬浚偉                                                      |
| 3月8日-4月24日          | 血薦軒轅                          | 王 怡                                           | 第二女主角 | 合作：汪明荃、林峯、羅敏莊、孫季卿、鄭少秋                                              |
| 4月3日-5月15日          | 富豪海灣至尊家緣 Dream House 情緣 | Shirley                                         | 单元角色   | 單元劇 合作：陳慧琳、方中信                                                             |
| 5月24日-6月18日         | 無名天使3D                        | 唐寶兒（Bowie）                                 | 第三女主角 | 第37屆TVB台慶_飛躍進步女藝員 合作：佘詩曼、郭羨妮、洪天明                               |
| 9月13日-10月22日        | 青出於藍                          | 林穎恩（Wing）                                  | 第二女主角 | 合作：陶大宇、秦沛、郭可盈、歐陽震華                                                    |
| 2005年                  |                                   |                                                 |            |                                                                                         |
| 1月31日-2月25日         | 甜孫爺爺                          | 毛思婷（Miki）                                  | 第二女主角 | 合作：劉愷威、方力申、夏萍、韓君婷                                                      |
| 3月5日                  | 奇幻潮之未來聊天室                | 未來精靈                                        | 单元女主角 | 單元劇 合作：胡諾言                                                                     |
| 9月12日-10月14日        | 翻新大少                          | 彭家恩（Karen）                                 | 第三女主角 | 合作：歐陽震華、蔡子健、向海嵐、黎耀祥                                                  |
| 11月21日-12月30日       | 隨時候命                          | 周小娟（Nikki）                                 | 女配角     | 第39屆TVB台慶_最佳女配角 合作：林保怡、黎諾懿、佘詩曼、鐘嘉欣、袁彩雲                   |
| 2006年                  |                                   |                                                 |            |                                                                                         |
| 3月20日-4月14日         | 人生馬戲團                        | 席可兒（Joey）                                  | 第一女主角 | 合作：陳浩民、唐文龍、鐘嘉欣、胡諾言                                                    |
| 5月15日-6月9日          | 上海傳奇                          | 聶曼華                                          | 第二女主角 | 海外首播 合作：黃宗澤、苗僑偉、向海嵐、陳國邦、高雄                                     |
| 12月18日-2007年1月12日  | 千謊百計                          | 殷悅妹                                          | 第一女主角 | 海外首播 合作：黃宗澤、苑瓊丹、徐子珊、楊卓娜                                           |
| 2007年                  |                                   |                                                 |            |                                                                                         |
| 1月8日-2月9日           | 突圍行動                          | 宋嘉兒（Kelly）                                 | 第二女主角 | 合作：米雪、吳卓羲、徐子珊、李國麟                                                      |
| 4月16日-5月11日         | 天機算                            | 霍伊娜／李楚君                                  | 第一女主角 | 合作：馬浚偉、元華、陳浩民、陳秀珠                                                      |
| 7月9日-8月3日           | 強劍                              | 司徒水靈                                        | 第三女主角 | 合作：黃宗澤、鄭嘉穎、廖碧兒、黎耀祥                                                    |
| 9月15日                 | 廉政行動2007之億萬信用            | 江嘉裕（Rachel）                                | 单元女主角 | 合作：羅家英、李修賢、顾纪筠                                                            |
| 9月29日                 | 森之愛情之45度的Bunny             | Bunny                                           | 单元女主角 | 單元劇 合作：尹子維、森美、小儀                                                         |
| 2008年                  |                                   |                                                 |            |                                                                                         |
| 4月28日-5月23日         | 銀樓金粉                          | 秋 菊                                           | 第三女主角 | 合作：伍詠薇、薛家燕、胡諾言、秦沛、李思欣                                              |
| 5月19日-6月28日         | 法證先鋒II                        | 郭曉琳（Sharon）                                | 单元角色   | 合作：佘詩曼、陈宇琛                                                                    |
| 7月28日-9月21日         | 溏心風暴之家好月圓                | 鍾笑荷（青年）                                  | 客串       | 客串女主角年輕版 合作：胡諾言                                                           |
| 12月8日-2009年1月2日    | Click入黃金屋                     | 雷婉儀（Abbie）                                 | 第三女主角 | 合作：孫耀威、郭羡妮、陳智燊、惠英紅 、秦沛                                             |
| 2009年                  |                                   |                                                 |            |                                                                                         |
| 11月30日-12月27日       | 巴不得爸爸...                     | 程蘭芬（芬女/牛王妹）                           | 第二女主角 | 合作：吳卓羲、陳錦鴻、黃淑儀、胡杏兒、姜大衛                                            |
| 2010年                  |                                   |                                                 |            |                                                                                         |
| 3月17日-4月18日         | 鐵馬尋橋                          | 顧文娟（阿娟）                                  | 第二女主角 | 合作：鄭嘉穎、馬國明、唐詩詠、元秋、林子善                                              |
| 9月20日-10月15日        | 翻叮一族                          | 利蓉珊（Justina）                               | 第三女主角 | 合作：伍詠薇、陳鍵鋒 、唐詩詠、夏雨                                                     |
| 2014年                  |                                   |                                                 |            |                                                                                         |
| 4月19日                 | 廉政行動2014                      | Jo Jo Yeung                                     | 单元女主角 | 單元三 合作：陳煒、楊秀惠、石天欣                                                       |
| 9月8日－10月17日        | 大藥坊                            | 馮玉琴                                          | 第三女主角 | 產后復出首部劇，同時也是離開無綫前的最後一部 合作：鍾嘉欣、敖嘉年、杜燕歌、高海寧、白茵 |

### 節目巡禮（無綫電視）
| 巡禮年份 | 劇名             | 角色     | 形式   | 合作演員                                                                   | 拍攝進度                    |
| 2002年   | 血薦軒轅         | 王怡     | 巡禮片 | 鄭少秋、汪明荃、古天樂                                                     | 全新拍攝片段 2004年播映完畢 |
| 2003年   | 無名天使3D       | 女警     | 巡禮片 | 佘詩曼、郭羨妮、陳豪                                                       | 全新拍攝片段 2004年播映完畢 |
| 2004年   | 方世玉愛上洪熙官 | 方世玉   | 巡禮片 | 馬浚偉、歐倩怡、商天娥                                                     | 全新拍攝片段 沒有製作       |
| 2004年   | 青出於藍         | 林穎恩   | 巡禮片 | 歐陽震華、陶大宇、郭可盈                                                   | 劇集片段 2004年播映完畢     |
| 2005年   | 我要高飛         |          | 巡禮片 | 廖碧兒、鄧健泓                                                             | 全新拍攝片段 沒有製作       |
| 2006年   | 人生馬戲團       | 席可兒   | 巡禮片 | 陳浩民、唐文龍、鍾嘉欣 胡楓、歐錦棠                                        | 劇集片段 2006年播映完畢     |
| 2007年   | 玉面玲瓏         | 林黛玉   | 巡禮片 | 蔡少芬、蓋鳴暉、廖碧兒、馬德鐘 陳芷菁、向海嵐、韓馬利、唐詩詠              | 全新拍攝片段 沒有製作       |
| 2007年   | 突圍行動         | 宋嘉兒   | 巡禮片 | 米雪、吳卓羲、岳華、黃嘉樂 徐子珊、李國麟、馬浚偉                          | 劇集片段 2007年播映完畢     |
| 2007年   | 天機算           | 霍伊娜   | 巡禮片 | 馬浚偉、陳浩民、元華、陳秀珠 李詩韻、羅敏莊、陳山聰                        | 劇集片段 2007年播映完畢     |
| 2008年   | 李克用與十三太保 | 李云羅   | 巡禮片 | 吳卓羲、謝天華、黃浩然、岳華 陳山聰、曾偉權、黃長興、歐瑞偉 李雨陽、張松枝 | 全新拍攝片段 沒有製作       |
| 2009年   | 巴不得爸爸...    |          | 場刊   | 吳卓羲、陳錦鴻、黃淑儀、姜大衛 胡杏兒、阮兆祥、吳家樂、黃智雯              | 2009年播映完畢              |
| 2010年   | 秋決             | 小霸王妻 | 場刊   | 陳鍵鋒、汪明荃、伍詠薇、馬德鐘                                             | 沒有製作                    |
| 2011年   | 鼴鼠             | 女間諜   | 場刊   | 郭羨妮、廖碧兒、郭晉安、謝天華                                             | 沒有製作                    |
| 2014年   | 大藥坊           |          | 巡禮片 | 鍾嘉欣、唐詩詠 、黃浩然、陳展鵬                                            | 2013年11月拍攝              |

### 電視劇（中國大陸劇集）
| 首播   | 劇集名稱 | 角色名稱 | 備註                                           |
| ------ | -------- | -------- | ---------------------------------------------- |
| 未播出 |          |          |                                                |
|        | 歲月驕陽 | 車欣萍   | 首部內地劇集 合作：常誠、米学东、萬梓良        |
| 2016年 |          |          |                                                |
|        | 暗戰危城 | 戚小玉   | 近代革命題材 抗戰劇 合作：于震、戴嬌倩、戚玉武 |
| 2019年 |          |          |                                                |
|        | 80度愛戀 | 李希桐   | 合作：王子彤、駱俊帆                           |

### 電視劇（香港電台）
| 播放日期             | 劇名                                  | 角色                    | 備註                                                    |
| -------------------- | ------------------------------------- | ----------------------- | ------------------------------------------------------- |
| 2006年2月12日        | 女人多自在3之「如果你相信童話」       | 汪明欣 （真人真事改編） | 憑該劇集奪第42屆芝加哥國際電視節演員優異獎 合作：胡諾言 |
| 2014年8月31日        | 社企有道2之「自耕自立足」             | Brenda                  | 合作：周俊偉、陳安瑩、樓南光                            |
| 2014年12月27日       | 警訊之自投羅網                        | Lora Yan                | 3集 合作：高皓正、龔慈恩、馬志威                        |
| 2015年2月7日         | 臨界點 外判戲劇系列2015之超光速追夢者 | Cat                     | 合作：怒人、艾威、馮素波                                |
| 2015年5月5日-6月23日 | 監警有道2015                          | 簡卓昕                  | 8集 合作：陳柏宇、林嘉華、周俊偉                        |
| 2016年5月15日        | 申訴5分鐘                             | 何小姐                  | 1集短劇 合作：陳家樂、黃婉曼                            |
| 2017年8月            | 租客的衣櫃                            |                         | 單元劇 合作：麥長青、周俊偉                             |
| 2018年9月2日         | 手語隨想曲6                           | Miss Fong               | 1集短劇 合作：鍾凱瑩、麥長青、朱芷茵                    |

### 電視劇（香港電視娛樂-ViuTV）
| 首播            | 劇集名稱 | 角色名稱 | 備註                                                      |
| --------------- | -------- | -------- | --------------------------------------------------------- |
| 2017            |          |          |                                                           |
| 5月29日－7月7日 | 詭探     | 嚴志玲   | 首部ViuTV劇集 精神科心理醫生 合作：邵仲衡、趙碩之、蔣祖曼 |

### 電影
| 首映日期       | 戲名              | 角色          | 導演   | 監製   | 備註                                                                                         |
| -------------- | ----------------- | ------------- | ------ | ------ | -------------------------------------------------------------------------------------------- |
| 2007年1月18日  | 雀聖3：自摸三百番 | 吳靚（Nancy） | 林子皓 | 王晶   | 首部大銀幕作品 喜劇                                                                          |
| 2014年3月20日  | 黑色喜劇          | April         | 錢國偉 | 王晶   | 喜劇                                                                                         |
| 2016年10月13日 | 辣警霸王花        | Macy          | 錢國偉 | 黃永峰 | 動作片 飾演女飛虎                                                                            |
| 2016年10月6日  | 哥基王子          | 餐厅经理      | 杨健武 |        | 客串 同李成敏合作 英國倫敦國際華語電影節 The China International Film Festival 2015 参展作品 |
| 2016年11月28日 | 神探茄喱啡        | 四眼妹        | 李逸朗 | 李逸朗 | 網絡電影 第一女主角                                                                          |
| 2017年6月22日  | 女人永遠是對的    | 张嘉欣        | 高志森 | 焦媛   | 又名<聖女奇緣/缘分天注定> 四大女主角之一                                                     |
| 2019年3月8日   | 王牌霸王花        |               |        |        | 網絡電影 第一女主角                                                                          |
| 拍摄完毕       | 发囧              | 江语琦        | 林可昕 | 林可昕 | 網絡電影 第一女主角                                                                          |
| 拍摄完毕       | 诡童灵            | 心理医生      | 匡涯   | 匡涯   | 網絡電影 客串                                                                                |
| 拍摄完毕       | 夜迷藏            | 女主角        | 李逸朗 | 李逸朗 | 惊悚片                                                                                       |
| 拍摄完毕       | 告别之前          | 医生          |        |        | 慈善电影                                                                                     |

## 節目主持/司儀
2001年
- 2001年度兒歌金曲頒獎典禮
- 愛心獻再生

2003年
- 娛樂大搜查
- 宇宙未來報告 (合作：鄧健泓)

2005年
- 東張西望
- MaBelle鑽飾特約 : 鑽出有情人

2006年
- 屈臣氏蒸餾水特約 : 為美味喝采
- 區區玩樂好路線
- 北京2008奧運兩周年倒數──香港同心迎奧運
- 內有愛犬
- 心大心细
- 15/16 (第25-27集) (合作：梁榮忠)
- 更上一層樓

2007年
- 香港寬頻bb100：Y檔案
- 屈臣氏蒸餾水為生活喝采

2008年
- 金鼠出来恭喜你
- 情人出来恭喜你
- 北京飘起五环旗
- 北京奧運
- 亮相第二季
- 探索ZAIA的梦想世界
- 英皇新人歌唱大赛总决赛2008（現場直播）
- 宜室宜居有办法
- 更上一层楼

2009年
- 康業信貸特約：物業貸款周轉易
- 生態旅遊多姿多彩
- 邁向香港2009東亞運動會晚會

2010年
- 上海世博行
- 十全十美幸福日

2011年
- 識揀識用中成藥
- 紅葉瀛風 全10集
- 香港有運行 全10集
- 媽媽真的愛您
- 辛卯年沙田龍舟競渡（現場直播）
- 6月18日起：寵愛有家 全13集 (合作：鄧健泓)

2012年
- 5月7日：媽媽真的愛你
- 5月26日：飲食天王頒獎典禮2012
- 6月4日起：回鄉 第1、18-19集
- 6月16日：客屬總會慶回歸特約： 情牽好客自家人（現場直播）
- 6月23日：壬辰年沙田龍舟競渡（現場直播）
- 7月07,08日：2012香港龍舟嘉年華
- 10月20日：全城防火總動員
- 12月14日：TVB8 聖誕閃耀時刻又一城

2013年
- 4月21日起：May姐有请第二辑

## 電視節目
2007年
- MegaBox吃買玩樂最紅點

2008年
- 食到篤、問到篤（第12-13集第1節嘉賓主持）（合作：鄧健泓）

2009年
- Osim uDream 夢想成真

2010年
- Megabox奇妙雪國之旅

2012年
- 5月7日：廣州長隆旅遊度假區特約： 開心熱浪合家歡
- 5月16日：今日VIP
- 6月9日：為食台住家廚神終極戰
- 6月24日：五覺大戰世界巡迴演出-新加坡站上集
- 7月1日：五覺大戰世界巡迴演出-新加坡站下集
- 6月30日：2012年電視廣告頒獎典禮
- 7月23、25日，8月10日玩轉三周1/2 第1集，第3「慳D浴袍團」，15集「十月圍電視城」
- 8月13、17日：迎海尋珍奪寶 第1&5集
- 8月26日：2012香港小姐競選決賽
- 8月28日：千奇百趣東南亞 第7集
- 9月2日：皆大歡喜之溏心風暴第5集
- 9月2日：慧妍愛心傾城30年
- 9月3日：雷霆商業電台 - 一圈圈 嘉宾
- 9月4日：都市閒情：健康解碼 護髮有良方
- 11月19日：萬千星輝賀台慶
- 11月19日起：瘋狂歷史補習社 第1-4集、第6-13集、第15-17集、第21-23集
- 11月21日：今日VIP
- 11月24日：TVB凝聚力量節目巡禮2013
- 12月27日：體通體透 第4集

2013年
- 1月19日起：鋁窗安全好到家 全3集
- 2月10日：2013國泰航空新春國際匯演之夜 表演舞蹈
- 3月9日：勁歌金曲 嘉賓
- 4月7日：街坊廚神食四方 第17集 嘉賓
- 6月7日：都市閒情 嘉賓
- 7月2日：J2音樂工房 第187集
- 7月10日：反斗紅星放暑假 迪士尼非常任務 嘉賓
- 7月13日：寵愛wakaka 第1集 嘉賓
- 7月14日：超級無敵獎門人終極篇第8集 嘉賓
- 7月19日：千奇百趣玩FREE D第5集 嘉賓
- 8月2日：J2音樂工房 第206集 夏日·夢想
- 8月6日：霎時感動第41集 - 母親的日記
- 9月7日：星夢傳奇第8集 - 分享（首次參加歌唱比賽）
- 10月12日：星夢傳奇決賽（第一回合）- 演唱
- 10月13日：星夢傳奇決賽（第一回合）- 嘉賓
- 11月1日：都市閒情 嘉賓
- 12月7日：歡樂滿東華2013 表演嘉賓 - 星梦队

2014年
- 2月19日：區區有運行 第8集 - 嘉宾
- 3月25日：年代大激鬥 第2集 - 嘉宾
- 4月27日：我要做老闆 第9集 - 嘉宾
- 5月11日：吾淑吾食 第21集 - 嘉宾
- 11月12日：生存之道 第2集 - 嘉賓
- 《十萬蚊港女大翻身》總決賽 嘉賓
- 《往事·並不如煙》 主持人

2015年
- 《寵物ER3》 主持人

2018年
- 12月8日：歡樂滿東華 - 嘉賓

2019年
- 3月12日：BB要健康 第7集 - 嘉賓
- 《30分鐘大放餸》 嘉賓
- 《是敢的》 嘉賓

2021年
- 5月30日：開心大綜藝 - 嘉賓
- 《中女唔易做》 主持人

## 電視節目（中國內地電視台）
| 播映日期              | 節目名稱               | 播出頻道         | 節目備註                                      |
| --------------------- | ---------------------- | ---------------- | --------------------------------------------- |
| 2007年8月29日-9月28日 | 舞動奇跡第一季         | 湖南衛視         | 舞蹈真人秀 亞軍                               |
| 2010年1月6日          | 勇往直前               | 湖南衛視         | 遊戲真人秀 同期嘉賓：蘇醒、杜海濤、唐笑       |
| 2012年7月1日          | 新聞當事人             | 湖南衛視         | 港姐40週年特輯 同期嘉賓：胡杏兒、徐子珊       |
| 2014年5月1日-02日     | 生活條形碼五一特別節目 | 南通生活娛樂頻道 | 專訪                                          |
| 2014年5月8日-10日     | 生活條形碼             | 南通生活娛樂頻道 | 美食節目                                      |
| 2014年11月23日        | 第一次任務             | 青海衛視         | 親子真人騷                                    |
| 2014年12月13日&20日   | 粵唱越響               | 珠海衛視         | 大型粵語音樂真人騷                            |
| 2014年12月27日        | 年代秀                 | 深圳衛視         | 深圳衛視王牌綜藝節目 同期嘉賓：胡杏兒、林保怡 |
| 2015年2月18日         | 中國年味               | 東方衛視         | 2015羊年賀年特別節目                          |
| 2015年7月4日          | 廚房的秘密             | 深圳衛視         | 廚藝綜藝                                      |

## 舞台劇
| 公映日期      | 劇名       | 角色   | 備註                               |
| ------------- | ---------- | ------ | ---------------------------------- |
| 2010年9月22日 | 情場如戰場 | 梅美   | 音樂歌舞劇 張愛玲同名小說改編 15場 |
| 2013年5月9日  | 山水又相逢 | 黃詩詩 | 音樂劇 x 粵語片 4場                |

## 教育電視
- 小德的檔案（普通話科）
- 閒暇活動樂趣多（普通話科）
- 數字量詞小檢閱（普通話科）
- 珍惜好時光（普通話科）
- 一個平凡人（中國語文科）
- 苦盡甘來（中國語文科）

## 音樂作品
- 兒歌：結他仙子
- 兒歌：星夢馬戲 （页面存档备份，存于）（動畫《星夢美少女》主題曲，內地電台南方生活廣播「流行南方粵語兒歌大匯」冠軍歌曲）
- 劇集主題曲：只需要你（電視劇《人生馬戲團》主題曲）
- 群星合唱：恭喜恭喜歡樂年年（TVB賀年MV）
- 群星合唱：《We Dream》（星夢傳奇主題曲）
- 合唱情歌：《黑眼圈》（同李逸朗合唱）
- 合唱情歌：《想你了》（同鄭源合唱）

## 音樂錄影帶
- 馬浚偉：《我最關心》MV女主角
- 側　田：《感動》MV女主角
- 孫耀威：《思前戀後》MV女主角
- 梁漢文：《七友》MV女主角
- 張敬軒：《酷愛》MV女主角
- 群　星：恭喜恭喜歡樂年年（TVB賀年MV）
- 群　星：《We Dream》（星夢傳奇主題曲）
- 鄭　源：《我們都老了》MV女主角

## 派台歌曲成績
| 派台歌曲成績 | 派台歌曲成績 | 派台歌曲成績 | 派台歌曲成績 | 派台歌曲成績 | 派台歌曲成績 | 派台歌曲成績 |
| ------------ | ------------ | ------------ | ------------ | ------------ | ------------ | ------------ |
| 唱片         | 歌曲         | 903          | RTHK         | 997          | TVB          | 備註         |
| 2019年       |              |              |              |              |              |              |
|              | 愛的森林     | -            | -            | 16           | -            |              |
| 2020年       |              |              |              |              |              |              |
|              | 仲夏陽光     | -            | -            | -            | -            |              |

| 各台冠軍歌總數 | 各台冠軍歌總數 | 各台冠軍歌總數 | 各台冠軍歌總數 | 各台冠軍歌總數    | 各台冠軍歌總數 |
| -------------- | -------------- | -------------- | -------------- | ----------------- | -------------- |
| 903            | RTHK           | 997            | TVB            | 備註              |                |
| 0              | 0              | 0              | 0              | 四台冠軍歌總數：0 |                |

- （*）代表上榜中
- （×）代表沒有派往該台

## 無綫月曆
- 2004年 - 6月 - 佘詩曼、郭羨妮
- 2005年 - 2月 - 黎諾懿、薛家燕
- 2006年 - 11/12月 - 郭可盈、馬德鐘、麥長青、黃德斌、郭政鴻、李思捷、李亞男、曹敏莉、李詩韻、司徒瑞祈
- 2007年 - 12月 - 曹永廉、湯盈盈、歐陽震華、蔡少芬、陳豪
- 2008年 - 8月 - 葉翠翠、向海嵐、郭羨妮、楊婉儀、曹敏莉
- 2009年 - 5月 - 馬國明、蒙嘉慧、黎諾懿、李詩韻
- 2014年 - 7月（體操） - 錢嘉樂、洪天明、陳敏之、朱晨麗、朱慧敏、高海寧、陳凱琳

## 曾獲獎項

### 香港小姐競選
| 年份   | 比賽         | 奬項                               | 結果 |
| 2001年 | 香港小姐競選 | 2001年度香港小姐競選冠軍           | 獲獎 |
| 2001年 | 香港小姐競選 | 最上鏡小姐                         | 獲獎 |
| 2001年 | 香港小姐競選 | 網上最奪目小姐                     | 獲獎 |
| 2001年 | 香港小姐競選 | 纖體美態獎                         | 獲獎 |
| 2001年 | 香港小姐競選 | 最甜美笑容佳麗                     | 獲獎 |
| 2001年 | 香港小姐競選 | 最修長美腿佳麗                     | 獲獎 |
| 2001年 | 香港小姐競選 | 15至24歲投票組別《最受歡迎佳麗》獎 | 獲獎 |
| 2001年 | 香港小姐競選 | 25至44歲投票組別《最受歡迎佳麗》獎 | 獲獎 |
| 2001年 | 香港小姐競選 | 45歲以上投票組別《最受歡迎佳麗》獎 | 獲獎 |

### 國際華裔小姐
| 年份   | 頒獎典禮     | 奬項           | 結果 |
| 2002年 | 國際華裔小姐 | 香車美人獎     | 獲獎 |
| 2002年 | 國際華裔小姐 | 神州風采小姐獎 | 獲獎 |

### 萬千星輝頒獎典禮
| 年份   | 頒獎典禮         | 奬項                     | 劇集       | 角色   | 結果 |
| 2004年 | 萬千星輝頒獎典禮 | 我最喜愛的飛躍進步女藝員 | 無名天使3D | 唐寶兒 | 獲獎 |
| 2006年 | 萬千星輝頒獎典禮 | 最佳女配角               | 隨時候命   | 周小娟 | 獲獎 |

### 兒歌金曲頒獎典禮
| 年份   | 頒獎典禮         | 奬項                                   | 結果 |
| 2005年 | 兒歌金曲頒獎典禮 | 十大兒歌金曲、兒歌金曲銀獎《星夢馬戲》 | 獲獎 |

### 芝加哥國際電視節
| 年份   | 頒獎典禮               | 奬項       | 結果 |
| 2006年 | 第42屆芝加哥國際電視節 | 演員優異獎 | 獲獎 |

### 壹電視大獎
| 年份   | 頒獎典禮   | 奬項                       | 結果 |
| 2004年 | 壹電視大獎 | 最有前途女藝人獎           | 獲獎 |
| 2005年 | 壹電視大獎 | 「鑽石能量水」健康活力大獎 | 獲獎 |
| 2007年 | 壹電視大獎 | 十大電視藝人第10位         | 獲獎 |
| 2009年 | 壹電視大獎 | RMK高清完美肌膚大獎        | 獲獎 |

### Astro華麗台電視劇大獎
| 年份   | 頒獎典禮              | 奬項                 | 劇集         | 角色            | 結果 |
| 2008年 | Astro華麗台電視劇大獎 | 「我最難忘的大反派」 | 《突圍行動》 | 宋嘉兒（Kelly） | 獲獎 |

### HIM
| 年份   | 頒獎典禮 | 奬項               | 結果 |
| 2008年 | HIM      | 年度最佳雜誌封面獎 | 獲獎 |

## 外部連結
- 楊思琦的Facebook專頁
- 楊思琦的新浪微博
- 楊思琦的Instagram帳戶
- 楊思琦的小紅書帳戶
- 楊思琦官方影迷會 思琦之家（互聯網檔案館，存檔於2009年3月8日）

| 前任： 劉慧蘊 | 香港小姐競選冠軍 2001年 | 繼任： 林敏俐 |

| 前任： 劉慧蘊 | 香港小姐競選最上鏡小姐 2001年 | 繼任： 嘉碧儀 |